# دانشگاه علوم پزشکی شاهرود
دانشگاه علوم پزشکی شاهرود یکی از دانشگاه‌های دولتی ایران در استان سمنان است.
در رتبه‌بندی وبومتریکس، دانشگاه علوم پزشکی شاهرود دارای رتبه ۸۸ در بین ۴۳۵ دانشگاه ایران است.

## تاریخچه
این دانشگاه تحت عنوان «آموزشگاه بهیاری» در سال ۱۳۵۰ شروع به کار کرد و در سال ۱۳۵۲ با نام «مدرسه عالی مامایی» تحت پوشش وزارت بهداری درآمد.
مدرسه عالی مامایی در سال ۱۳۶۱ به «دانشکده پرستاری و مامایی شهید باهنر» تغییر نام داد. این دانشکده نیز در سال ۱۳۷۱ از دانشگاه علوم پزشکی سمنان منتزع و زیر نظر مستقیم وزارت بهداشت به نام دانشکده علوم پزشکی و خدمات بهداشتی درمانی شاهرود به فعالیت خود ادامه داد.
در سال ۱۳۸۵ شورای گسترش دانشگاه‌های علوم پزشکی تأسیس دانشکده پزشکی را مورد موافقت قرار داد و بدین ترتیب با افزایش تعداد دانشکده‌ها این دانشکده به دانشگاه ارتقاء یافت.

## دانشکده‌ها
- دانشکده پزشکی
- دانشکده دندانپزشکی
- دانشکده پرستاری و مامایی
- دانشکده بهداشت
- دانشکده پیراپزشکی

## بیمارستان‌ها
- مرکز آموزشی، پژوهشی و درمانی امام حسین

- مرکز آموزشی، پژوهشی و درمانی بهار فاطمیه
- بیمارستان خاتم الانبیا (وابسته به دانشگاه آزاد اسلامی واحد شاهرود)
- بیمارستان امام رضا میامی

## همایش‌ها
تاکنون چندین همایش و سمینار در این دانشگاه برگزار شده‌است از جمله:
- پانزدهمین سمینار کشوری دانشجویی دانش و تندرستی
- اولین همایش کشوری پژوهش در حوزه توسعه سازمانی و مدیریت منابع در نظام سلامت[۶]

## نشریه‌ها
این دانشگاه دارای دو نشریه به نام‌های «دانش و تندرستی» و «مطالعات سلامت» است.